# GSC516-1236
GSC516-1236 — хімічно пекулярна зоря спектрального класу He, що має видиму зоряну величину в смузі V приблизно  9,5.